# Iñaki Uranga
Iñaki Uranga Amézaga (Bilbao; 16 de septiembre de 1961) es un cantante español; integrante del grupo vocal El Consorcio desde 1993. Anteriormente tuvo una carrera como solista y fue miembro del grupo Mocedades.

## Biografía
Iñaki Uranga Amézaga nació el 16 de septiembre de 1961 en Bilbao, España. Cuando terminó la enseñanza superior dejó los estudios y anunció, con el gran descontento de su padre, que se quería dedicar a la música para continuar con la tradición familiar, ya que sus padres eran cantantes y sus hermanos Amaya, Izaskun, Roberto, Edurne, Estíbaliz e Idoia se han dedicado profesionalmente a la música, y parte de ellos han formado parte en algún momento de sus vidas del grupo vocal Mocedades.
Tiene una hermana melliza, Edurne, siendo los más jóvenes de los nueve hermanos. También es primo del director de cine Pablo Berger.
En 1991 se casa con María Jesús y un año más tarde tienen un hijo, Iñaki (Nacho), nacido en 1992.

## Trayectoria profesional
En 1986 inició su carrera como solista y grabó tres discos: Iñaki Uranga, Sin ti y No hay nada como una mujer. Durante este etapa, graba la primera versión en español del tema Con todos menos conmigo, posterior éxito de Timbriche. No consiguió todo el éxito esperado por conflictos entre la imagen que la discográfica buscaba y la que él quería ofrecer a su público.
En 1989 se incorporó a Mocedades cuando Carlos Zubiaga y José Ipiña habían dejado el grupo. Grabó con ellos el álbum Íntimamente en 1991. En ese álbum era el solista principal en algunas canciones. En 1992, grabó la banda sonora de la serie de animación Las mil y una... Américas. El mismo año, dejó el grupo al tiempo que lo hacía Ana Bejerano. 
En 1993, junto a sus hermanas Amaya y Estíbaliz y sus amigos Carlos Zubiaga y Sergio Blanco formó el grupo vocal El Consorcio, en el que permanece hoy día. Es solista de varias canciones del grupo, alternando el papel de solista de las canciones con sus hermanas Estíbaliz y Amaya, que cantan los solos de otras canciones.